# Cromnella farinosa
Cromnella farinosa är en insektsart som först beskrevs av Xavier Montrouzier 1861.  Cromnella farinosa ingår i släktet Cromnella och familjen Flatidae. Inga underarter finns listade i Catalogue of Life.